# Thronfolgerat (Saudi-Arabien)
Der Thronfolgerat (arabisch هيئة البيعة السعودية, DMG Haiʾat al-Baiʿa as-Saʿūdiyya) ist ein Komitee, das über die Thronfolge Saudi-Arabiens bestimmen soll und 2007 vom damaligen König Abdullah gegründet wurde. Es sollte als vierte Säule der saudischen Regierung neben dem Grundgesetz, der Beratenden Versammlung und dem Gesetz der Provinzen dienen. Der Rat besteht aus Mitgliedern der saudischen Königsfamilie.

## Aufbau und Zweck
Wenn ein neuer König den Thron besteigt, muss innerhalb von 30 Tagen ein Kronprinz ernannt werden. Dabei ernennt der König einen, zwei oder drei Kandidaten. Der Rat stimmt darüber ab, ob einer der Kandidaten und, falls ja, welcher der Kandidaten der nächste Kronprinz wird. Wenn nur ein Kandidat ernannt wurde, muss der Rat diesem zustimmen, damit dieser Kronprinz werden kann. Wenn der Rat keinen seiner Kandidaten für geeignet hält, kann er aus den Söhnen oder Enkeln von Ibn Saud, dem ersten König und Staatsgründer, einen eigenen Kandidaten aufstellen. Abweichend von der historischen Praxis hat der Rat das letzte Wort über die Nachfolge und nicht der König.
Dem Rat gehören 35 Prinzen an und besteht ausschließlich aus Männern. Der Rat besteht aus den Söhnen Ibn Sauds, den Enkeln, deren Väter verstorben, arbeitsunfähig oder krank sind, und zwei Söhnen der Söhne Ibn Sauds, die vom König und vom Kronprinzen ernannt werden sollten. Die Amtszeit der Mitglieder beträgt vier nicht verlängerbare Jahre, es sei denn, die Brüder des Mitglieds, das seine Amtszeit beendet hat, vereinbaren etwas anderes und der König stimmt zu.
Jeder Sohn Ibn Sauds stellt einen königlichen Zweig dar und wird durch einen patrilinearen und männlichen Nachfahren im Rat vertreten. Sollte kein solcher vorhanden sein, wird ein Zweig nicht mehr im Rat vertreten. So hat der Zweig von Hamud bin Abdulaziz (1947–1994), dem jüngsten Sohn Ibn Sauds, kein Sitz im Rat inne, da dieser nur eine Tochter hatte, die als Frau kein Mitglied des Rats sein darf.
Der Sitz des Rates befindet sich in Riad und wird vom ältesten lebenden und an der Sitzung teilnehmenden Sohn Ibn Sauds geleitet. Er hält seine Sitzungen in Anwesenheit von mindestens zwei Dritteln der Mitglieder ab und arbeitet nach dem Mehrheitsprinzip und geheimer Abstimmung. 2017 sprachen sich dabei 31 von 34 Mitgliedern des Rats für eine Ernennung von Mohammed bin Salman zum Kronprinzen aus. Die drei Gegenstimmen kamen von dessen Onkel Ahmed bin Abdulaziz sowie von dessen Cousins Mohammed bin Saad und Abdulaziz bin Abdullah. Sowohl Ahmed bin Abdulaziz als auch Mohammed bin Saad wurden bei den von Mohammed bin Salman durchgeführten Massenverhaftungen 2017 festgenommen.

## Mitglieder
2017 waren folgende Prinzen Mitglied des Thronfolgerats:

### Söhne von Ibn Saud
- Abdul Rahman bin Abdulaziz (1931–2017)
- Mutaib bin Abdulaziz (1931–2019)
- Abdulilah bin Abdulaziz (1939–2023)
- Mamdouh bin Abdulaziz (1940–2023)
- Mashhur bin Abdulaziz (* 1942)
- Muqrin bin Abdulaziz (* 1945)

### Enkel von Ibn Saud
- Bandar bin Saud (1926–2016)
- Khalid bin Faisal (* 1940)
- Badr bin Mohammed
- Faisal bin Khalid (* 1954)
- Mohammed bin Nasser (* 1945)
- Mohammed bin Saad (* 1944)
- Talal bin Mansur (1950–2023)
- Mohammed bin Fahd (1950–2025)
- Faisal bin Bandar (* 1943)
- Bandar bin Musaid
- Khalid bin Abdullah (* 1950)
- Saud bin Abdul Muhsin (* 1947)
- Khalid bin Sultan (* 1949)
- Khalid bin Talal (* 1962)
- Mohammed bin Mishari
- Fahd bin Badr
- Fahd bin Turki (* 1959)
- Abdulaziz bin Nawaf
- Saud bin Naif (* 1956)
- Mohammed bin Salman (* 1985)
- Mischal bin Majid (* 1957)
- Faisal bin Thamir (* 1953)
- Abdulaziz bin Sattam
- Naif bin Ahmed (* 1965)
- Abdulaziz bin Hathloul
- Faisal bin Abdul Majid

### Urenkel von Ibn Saud
- Abdullah bin Faisal bin Turki I bin Abdulaziz (1945–2019)

Turki (I) (1900–1919), der älteste Sohn Ibn Sauds, starb früh und hinterließ nur einen Sohn, Faisal, der ebenfalls verstorben ist, aber mehrere Söhne hatte.